# Club del Maneggio
Il club del Maneggio, ufficialmente costituito come Riunione degli amici della Libertà e dell'Eguaglianza (Réunion des Amis de la Liberté et de l'Égalité), era un club politico francese rivoluzionario neogiacobino creato nel 1799 a Parigi,  sul finire della Rivoluzione. Fu disciolto nel 1801.

## Storia del club
Nelle elezioni politiche del 1798 vi fu un chiaro risveglio giacobino. Le assemblee diventano facile terreno di scontro con i realisti, ma anche con i direttoriali. Il colpo di Stato del 22 floreale anno VI annullò le elezioni democratiche e la volontà del popolo fu annullata dalla dittatura del Direttorio.
Riprende vita un clima cospiratorio e si riaccende la propaganda che premierà l'attivismo neogiacobino nelle elezioni dell'anno VII nel 1799, in cui i giacobini ottengono una cinquantina di deputati, che i Consigli si rifiutarono di invalidare. I giacobini approfittano dell'indecisione del direttorio e impongono la leva dei coscritti, il prestito forzoso, la legge degli ostaggi, che prende di mira i controrivoluzionari, e la messa sotto accusa degli ex direttori.
Alcuni rovesci militari pongono poi il problema della "Patria in pericolo", un allarmismo che serve ad ingrossare momentaneamente le file giacobine che ottengono il controllo di alcune cariche e iniziano a riportare avanti il tema della salute pubblica.
La propagandata minaccia di un "nuovo terrore" voluto dai giacobini permette al nuovo ministro della polizia Fouché, il 26 termidoro anno VII, di chiudere per sempre il club del Maneggio.
Al colpo di Stato di Napoleone del 18 brumaio (9 novembre) seguono centinaia di arresti e i giacobini saranno considerati dei clandestini.